# Дичко-Блавацька Євдокія
Євдокія Дичко-Блавацька (* 18 травня 1921, Галичина — † 30 вересня 2000, Філадельфія) — українська акторка, довголітня керівниця щотижневої радіопрограми у Філадельфії. Дружина відомого українського актора Володимира Блавацького.

## Життєпис
Євдокія на сцені з 1935 — спочатку у театрі Й. Стадника, згодом в 1939—1941 у Львівському театрі ім. Л. Українки, у 1941—1944 у Львівському Оперному Театрі, з 1945 в еміграції — Ансамбль Українських Акторів (Німеччині, США). Успішні ролі в п'єсах М. Куліша (Уля — «Мина Мазайло», Любуня — «Народний Малахій»).
Після смерті Євдокії Дичко-Блавацької Юрій Левицький упорядковував архів подружжя Блавацьких, який нині зберігається в Українському музеї Нью-Йорка.

## Робота на радіо
Євдокія багато років очолювала щотижневу радіопрограму у Філадельфії. Радіопередача заснована у вересні 1951. 1953 по смерті чоловіка Євдокія перебрала на себе ведення її, в 1961 відмічали 10-ліття передачі. В передачі коментарі та політичні статті озвучував Лев Шанковський.